# Sava (Madagaskar)
 For alternative betydninger, se Sava (flertydig). (Se også artikler, som begynder med Sava)
Sava er en af Madagaskars 22 regioner (faritra), og en af to regioner i provinsen Antsiranana. Regionen havde år 2001 741.269 indbyggere år 2001 som i 2004 var øget til 805.300 personer ; Af dem bor omkring 40.000 i regionens hovedstad Sambava. Regionens har et areal på 25.518 km², hvilket giver en befolkningstæthed på cirka 31,6 indbyggere pr. kvadratkilometer; Regionens areal udgør ca. 4% af Madagaskars areal.
Regionens navn kommer af de forbogstaverne i regionens fire vigtigste byer: Sambava, Antalaha, Vohémar og Andapa .

## Økonomi
De fire byer som tilsammen danner regionens navn kaldes også "vaniljens verdenshovedstad". Regionen har verdens største produktion af krydderiet, og står for halvdelen af verdens forarbejdning af det . Eksporten af vanilje har en højst vigtig økonomisk betydning for både regionen og hele landet, og er et af de vigtigste eksportprodukter. Den økonomiske betydning muliggjorde også i 2005 genopbygningen af "route de la vanille" (vaniljevejen), som sammenbinder de fire byer.

## Geografi
Gennem regionen passerer adskillige floder som skaberr store muligheder for landbruget, men de giver også potentiale for vandkraft. Floderne er inte udnyttede trods deres muligheder og er fordelt i distrikterne, fra nord til syd:
- Vohemar: Manambato, Fanambana og Manambery
- Andapa og Sambava: Bemarivo, Androranga, Lokoho, Mahanara, Sambava og Ankatoka
- Antalaha: Ankavanana, Ankavia, Ankaviahely, Sahafihitra og Onive

En stor del af Sava består af verdensarvsområdet Atsinananas regnskove som strækker sig på den nordøstlige del af Madagaskar. Således er der dele af verdensarvsområdets seks regnskove i regionen. Halvøen Masoala dækkes for en stor del af nationalparken med samme navn.

### Nationalparker natur- og vildtreservater
- Nationalpark Marojejy
- Nationalpark Masoala
- Anjanaharibe-Sud Reserve

### Administrativ inddeling
Regionen overtog i 2009, sammen med landets øvrige regioner, provinsernes administration. Regionen er inddelt i fire distrikter (fivondronana):
- Andapa
- Antalaha
- Sambava
- Vohemar

## Eksterne kilder og henvisninger
1. ↑  Madagascar, Administrative units GeoHive
2. ↑  Profile des marchés pour les évaluations d’urgence de la sécurité alimentaire p. 27, Eliane Ralison og Frans Goossens 2006 hentet 5. maj 2009
3. ↑  "Vanilla growing regions". The Rodell Company. 2008-01-07. Hentet fra /web.archive.org 2008-06-10.

- Præsentation af Sava på regionens officiella webbplats Arkiveret 11. september 2010 hos  Wayback Machine

14°16′12″S 50°8′10″Ø / 14.27000°S 50.13611°Ø